# Тааффе, Ричард
Граф Ричард Тааффе (Эдвард Чарльз Ричард Тааффе, Рихард фон Тааффе;  20 марта 1898, Эллишау, Австро-Венгрия — 1967, Дублин, Ирландия) — австро-ирландский геммолог, в ноябре 1945 года открывший первый образец минерала тааффеит.

## Биография

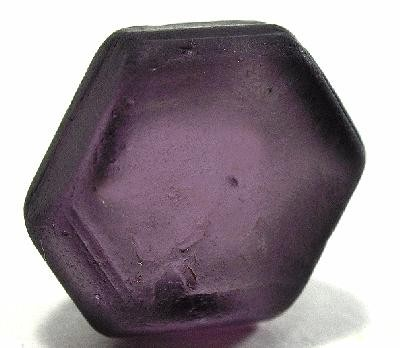
Тааффеит из цейлонского (шри-ланкийского) месторождения.

Выходец из старинного ирландского рода Таафе. Предки Ричарда покинули Ирландию во времена Кромвеля и поселились в Австрии. Один из них, Фрэнсис Тааффе (1639—1704), был австрийским фельдмаршалом и участником обороны Вены от турок. Дед Ричарда, Эдуард Тааффе (1833—1895), был премьер-министром Цислейтании.
Отец Ричарда, Генрих фон Тааффе (1872—1928) носил титулы графа и 12-го виконта Тааффе, признававшиеся как британской так и австро-венгерской монархиями. Однако, британское признание титулов было отозвано «Законом о лишении титулов 1917 года», потому что он сражался на стороне Австрии в годы Первой мировой войны, а австрийское — в связи с официальным упразднением дворянских титулов в Австрии (1919). Тем не менее, его сына, Ричарда Тааффе обычно неофициально называли графом, но не 13-м виконтом, которым он должен был стать.
Ричард Тааффе родился и вырос в богемском поместье своего отца Эллишау (сегодня Нальжовские горы, Чехия). Он имел превосходных домашних учителей, среди которых выделялся композитор Ральф Бенацкий.
Когда в 1921 году Ирландия провозгласила свою независимость, Ричард Тааффе счёл, что давняя мечта его семьи осуществилась. В расколотой войной Австро-Венгрии делать ему было нечего и он вернулся в Ирландию, на родину своих предков, где работал в качестве геммолога.
Осенью 1945 года он получил от дублинского ювелира Роберта Добби большое количество старых ограненных камней, извлеченных из старых ювелирных изделий. Изучая их, Тааффе обнаружил, что пурпурный камень,  ранее считавшийся цейлонской (шри-ланкийской) шпинелью, имел двойное лучепреломление, которое отсутствует у шпинели. Не в силах объяснить это явление, Тааффе отправил камень Б. В. Андерсону в лабораторию Лондонской торговой палаты. После тщательного анализа было окончательно установлено, что камень был неизвестным ранее минералом, что подтвердилось в 1949 году открытием второго образца.
Вновь открытый камень получил название тааффеита.
Ричард Тааффе скончался в 1967 году в Дублине. Он не имел наследников и после его смерти титулы семьи Тааффе окончательно угасли.